# Lewis Holtby
Lewis Harry Holtby (Erkelenz, 18 settembre 1990) è un calciatore tedesco, centrocampista del NAC Breda.

## Caratteristiche tecniche
Nel 2010 è stato inserito nella lista dei migliori calciatori nati dopo il 1989 stilata da Don Balón.
Centrocampista versatile e dalle spiccate doti tecniche e atletiche, ha iniziato come esterno sinistro mettendo in risalto la sua agilità e la sua grande abilità nel dribbling per poi essere spostato come trequartista, ruolo che anche lui stesso ha ammesso essergli più congeniale, Holtby qui riesce ad esaltare le sue grandi qualità nei passaggi e negli assist e la sua grande capacità nel trovare sempre l'ultimo passaggio grazie alla sua intelligenza tattica e la sua rapidità di pensiero. Nelle ultime stagioni all'Amburgo è stato schierato anche come regista di centrocampo, arretrando il suo raggio d'azione e ricoprendo questo ruolo con regolarità anche nelle stagioni successive, dimostrando di svolgerlo egregiamente grazie alle sue buone doti nell'impostazione del gioco e migliorando anche in fase difensiva.

## Carriera

### Club
Figlio di un soldato inglese e di una donna tedesca, Holtby ha iniziato a giocare nelle giovanili del Grün-Weiss Sparta Gerderath, per poi passare al Borussia Mönchengladbach all'età di 11 anni.
Nel 2004 si è trasferito all'Alemannia Aachen, la squadra con cui nel 2007 ha fatto il suo esordio tra i professionisti.
Dopo due stagioni con l'Alemannia ha firmato un contratto valido fino al 2013 con lo Schalke 04.
Il club di Gelsenkirchen lo ha ceduto in prestito prima al Bochum e poi, nella stagione 2010-2011, al Mainz.

#### Tottenham e prestiti a Fulham e Amburgo
In scadenza di contratto a giugno, il 4 gennaio 2013 il Tottenham Hotspur, tramite il proprio sito ufficiale, annuncia che Holtby diventerà un loro giocatore a partire dal 1º luglio. Tuttavia il 28 gennaio 2013 il Tottenham annuncia, tramite un comunicato ufficiale, di aver ingaggiato il giocatore per 1,7 milioni di euro già a gennaio. Fa il suo esordio con la maglia degli Spurs il 30 gennaio seguente, nel pareggio per 1-1 sul campo del Norwich City.
Il 31 gennaio 2014 si trasferisce in prestito al Fulham, con cui disputa 13 partite, realizzando un gol. A fine stagione i Cottagers retrocedono ed il giocatore fa ritorno al Tottenham. 

#### Amburgo
Il 2 settembre 2014 passa all'Amburgo con la formula del prestito con diritto di riscatto fissato a 6,5 milioni di euro, esercitabile nel caso in cui il giocatore raggiunga almeno tre presenze in stagione. A fine campionato viene riscattato dal club tedesco.

#### Blackburn
Il 19 settembre 2019 firma da svincolato con il Blackburn Rovers.

#### Holstein Kiel
Il 17 agosto 2021 firma per l'Holstein Kiel.

#### NAC Breda
Dopo la scadenza del contratto che lo legava all'Holstein Kiel, l'11 agosto 2025 firma un biennale, da svincolato, per il NAC Breda, in Eredivisie.

### Nazionale
Dopo aver giocato per la Germania under 18 nel 2007, e nella Germania under 19 nel 2008, nel 2009 esordisce nell'Under-20. Alla sua seconda presenza, contro il Camerun, segna il gol del definitivo 3-0 al 70'.

## Statistiche

### Presenze e reti nei club
Statistiche aggiornate al 29 ottobre 2023.
| Stagione                | Squadra                 | Campionato              | Campionato | Campionato | Coppe nazionali | Coppe nazionali | Coppe nazionali | Coppe continentali | Coppe continentali | Coppe continentali | Altre coppe | Altre coppe | Altre coppe | Totale | Totale |
| Stagione                | Squadra                 | Comp                    | Pres       | Reti       | Comp            | Pres            | Reti            | Comp               | Pres               | Reti               | Comp        | Pres        | Reti        | Pres   | Reti   |
| ----------------------- | ----------------------- | ----------------------- | ---------- | ---------- | --------------- | --------------- | --------------- | ------------------ | ------------------ | ------------------ | ----------- | ----------- | ----------- | ------ | ------ |
| 2007-2008               | Alemannia Aquisgrana    | 2BL                     | 2          | 0          | CG              | 0               | 0               | -                  | -                  | -                  | -           | -           | -           | 2      | 0      |
| 2008-2009               | Alemannia Aquisgrana    | 2BL                     | 31         | 8          | CG              | 2               | 0               | -                  | -                  | -                  | -           | -           | -           | 33     | 8      |
| Totale Alemannia        | Totale Alemannia        | Totale Alemannia        | 33         | 8          |                 | 2               | 0               |                    | -                  | -                  |             | -           | -           | 35     | 8      |
| 2009-gen. 2010          | Schalke 04              | BL                      | 9          | 0          | CG              | 2               | 0               | -                  | -                  | -                  | -           | -           | -           | 11     | 0      |
| gen.-giu. 2010          | Bochum                  | BL                      | 14         | 2          | CG              | 0               | 0               | -                  | -                  | -                  | -           | -           | -           | 14     | 2      |
| 2010-2011               | Magonza                 | BL                      | 30         | 4          | CG              | 2               | 2               | -                  | -                  | -                  | -           | -           | -           | 32     | 6      |
| 2011-2012               | Schalke 04              | BL                      | 27         | 6          | CG              | 2               | 2               | UEL                | 11                 | 1                  | SG          | 1           | 0           | 41     | 9      |
| 2012-gen. 2013          | Schalke 04              | BL                      | 19         | 4          | CG              | 2               | 0               | UCL                | 6                  | 0                  | -           | -           | -           | 27     | 4      |
| Totale Schalke 04       | Totale Schalke 04       | Totale Schalke 04       | 55         | 10         |                 | 6               | 2               |                    | 17                 | 1                  |             | 1           | 0           | 79     | 13     |
| gen.-giu. 2013          | Tottenham               | PL                      | 11         | 0          | FACup+CdL       | 0+0             | 0+0             | UEL                | 6                  | 0                  | -           | -           | -           | 17     | 0      |
| 2013-gen. 2014          | Tottenham               | PL                      | 13         | 1          | FACup+CdL       | 0+2             | 0+1             | UEL                | 7                  | 2                  | -           | -           | -           | 22     | 4      |
| gen.-giu. 2014          | Fulham                  | PL                      | 13         | 1          | FACup+CdL       | 0+0             | 0+0             | -                  | -                  | -                  | -           | -           | -           | 13     | 1      |
| ago. 2014               | Tottenham               | PL                      | 1          | 0          | FACup+CdL       | 0+0             | 0+0             | UEL                | 2                  | 0                  | -           | -           | -           | 3      | 0      |
| Totale Tottenham        | Totale Tottenham        | Totale Tottenham        | 25         | 1          |                 | 2               | 1               |                    | 15                 | 2                  |             | -           | -           | 42     | 4      |
| 2014-2015               | Amburgo                 | BL                      | 22+2       | 0          | CG              | 1               | 0               | -                  | -                  | -                  | -           | -           | -           | 25     | 0      |
| 2015-2016               | Amburgo                 | BL                      | 34         | 3          | CG              | 1               | 0               | -                  | -                  | -                  | -           | -           | -           | 35     | 3      |
| 2016-2017               | Amburgo                 | BL                      | 29         | 1          | CG              | 1               | 0               | -                  | -                  | -                  | -           | -           | -           | 30     | 1      |
| 2017-2018               | Amburgo                 | BL                      | 16         | 6          | CG              | 1               | 0               | -                  | -                  | -                  | -           | -           | -           | 17     | 6      |
| 2018-2019               | Amburgo                 | 2BL                     | 26         | 4          | CG              | 5               | 1               | -                  | -                  | -                  | -           | -           | -           | 31     | 5      |
| Totale Amburgo          | Totale Amburgo          | Totale Amburgo          | 127+2      | 14         |                 | 9               | 1               |                    | -                  | -                  |             | -           | -           | 138    | 15     |
| 2019-2020               | Blackburn Rovers        | FLC                     | 27         | 3          | FACup+CdL       | 0+0             | 0+0             | -                  | -                  | -                  | -           | -           | -           | 27     | 3      |
| 2020-2021               | Blackburn Rovers        | FLC                     | 27         | 0          | FACup+CdL       | 0+2             | 0+1             | -                  | -                  | -                  | -           | -           | -           | 29     | 1      |
| Totale Blackburn Rovers | Totale Blackburn Rovers | Totale Blackburn Rovers | 54         | 3          |                 | 2               | 1               |                    | -                  | -                  |             | -           | -           | 56     | 4      |
| 2021-2022               | Holstein Kiel           | 2BL                     | 23         | 1          | CG              | 1               | 0               | -                  | -                  | -                  | -           | -           | -           | 24     | 1      |
| 2022-2023               | Holstein Kiel           | 2BL                     | 24         | 1          | CG              | 0               | 0               | -                  | -                  | -                  | -           | -           | -           | 23     | 1      |
| 2023-2024               | Holstein Kiel           | 2BL                     | 12         | 1          | CG              | 2               | 0               | -                  | -                  | -                  | -           | -           | -           | 14     | 1      |
| Totale Holstein Kiel    | Totale Holstein Kiel    | Totale Holstein Kiel    | 59         | 3          |                 | 3               | 0               |                    | -                  | -                  |             | -           | -           | 62     | 3      |
| Totale carriera         | Totale carriera         | Totale carriera         | 412        | 46         |                 | 26              | 7               |                    | 32                 | 3                  |             | 1           | 0           | 471    | 56     |

### Cronologia presenze e reti in nazionale
| Cronologia completa delle presenze e delle reti in nazionale ― Germania | Cronologia completa delle presenze e delle reti in nazionale ― Germania | Cronologia completa delle presenze e delle reti in nazionale ― Germania | Cronologia completa delle presenze e delle reti in nazionale ― Germania | Cronologia completa delle presenze e delle reti in nazionale ― Germania | Cronologia completa delle presenze e delle reti in nazionale ― Germania | Cronologia completa delle presenze e delle reti in nazionale ― Germania | Cronologia completa delle presenze e delle reti in nazionale ― Germania |
| Data                                                                    | Città                                                                   | In casa                                                                 | Risultato                                                               | Ospiti                                                                  | Competizione                                                            | Reti                                                                    | Note                                                                    |
| ----------------------------------------------------------------------- | ----------------------------------------------------------------------- | ----------------------------------------------------------------------- | ----------------------------------------------------------------------- | ----------------------------------------------------------------------- | ----------------------------------------------------------------------- | ----------------------------------------------------------------------- | ----------------------------------------------------------------------- |
| 17-11-2010                                                              | Göteborg                                                                | Svezia                                                                  | 0 – 0                                                                   | Germania                                                                | Amichevole                                                              | -                                                                       | 78’                                                                     |
| 7-6-2011                                                                | Baku                                                                    | Azerbaigian                                                             | 1 – 3                                                                   | Germania                                                                | Qual. Euro 2012                                                         | -                                                                       | 88’                                                                     |
| 14-11-2012                                                              | Amsterdam                                                               | Paesi Bassi                                                             | 0 – 0                                                                   | Germania                                                                | Amichevole                                                              | -                                                                       | 87’                                                                     |
| Totale                                                                  |                                                                         | Presenze                                                                | 3                                                                       |                                                                         | Reti                                                                    | 0                                                                       |                                                                         |

## Palmarès

### Club
- Supercoppa di Germania: 1

Schalke 04: 2011

### Individuale
- Inserito nella selezione UEFA dell'Europeo Under-21: 1

Israele 2013